# Drienok (Velká Fatra)
Drienok (dříve nazývaný též Drieňok) je vápencově-dolomitická hora v jihozápadní části Velké Fatry. Vede na něj modře značený chodník z Rakše, Čremošného, Mošovců nebo Blatnice. Vrchol poskytuje kruhový výhled na Turčianske Teplice a západní část Národního parku Velká Fatra.

## Přístup
- Po  značeném chodníku z Rakše
- Po  značeném chodníku z Mošovců